# Institut des hautes études cinématographiques
Die französische Filmhochschule Institut des Hautes Études Cinématographiques (IDHEC) wurde Ende 1943 vom avantgardistischen Filmregisseur Marcel L’Herbier, dem Produzenten Pierre Gérin und dem Komponisten Yves Baudrier in Paris gegründet. Der Unterricht begann im Januar 1944 unter der Leitung von L’Herbier.
Neben Franzosen wurden zahlreiche Bürger anderer Länder ausgebildet. Das Studium bestand aus einem Vorbereitungsjahr und einer zweijährigen Ausbildung in den Sparten Produktion, Regie, Kamera, Schnitt usw. Unter den Absolventen der IDHEC befinden sich so bekannte Regisseure wie Alain Resnais, Louis Malle, Jean-Jacques Annaud, Claude Miller, Claude Sautet, Volker Schlöndorff Bernard Stora und Theo Angelopoulos, der die IDHEC nach dem ersten Studienjahr verließ.
1986 ging die IDHEC in der neu gegründeten La Fémis (École Nationale Supérieure des métiers de l’image et du son) auf.